# TNT (Comic)
TNT ist eine zwischen 1989 und 1992 erschienene frankobelgische Comicserie.

## Handlung
Der irische Journalist Tony Nicholas Twin wird bei einem Atombombenversuch verstrahlt und besitzt fortan übernatürliche Kräfte. Um die Behandlung seiner behinderten Tochter zu bezahlen, tritt er widerwillig in den Dienst des dubiosen Milliardärs Arnold Benedict.

## Hintergrund
André-Paul Duchâteau und Loup Durand bearbeiteten mehrere TNT-Geschichten von Michaël Borgia für eine Comicveröffentlichung. Der Zeichner war Christian Denayer. Die letzte Episode zeichnete Frank Brichau. Die Serie erschien direkt bei Lefrancq in Albenform.

## Albenausgaben
- 1989: Octobre[2] (46 Seiten)
- 1991: Les 7 cercles de l’enfer (46 Seiten)
- 1992: La horde d’or (46 Seiten)